# Kościół Prezbiteriański Wschodniej Afryki
Kościół Prezbiteriański Wschodniej Afryki (ang. Presbyterian Church of East Africa, PCEA) – kościół protestancki tradycji prezbiteriańskiej, działający w Afryce Wschodniej. Jest jednym z największych i najstarszych kościołów w Kenii. Jest także jednym z największych kościołów tradycji reformowanej na świecie.
Jego początki sięgają końca XIX wieku i biorą się z misji Kościoła Szkocji w Kenii (CSM) i Towarzystwa Misyjnego Ewangelii (GMS). W 1929 roku miał 5369 wyznawców. Według danych z 2010 roku ma ponad 4 mln wiernych w 1500 zborach. Poza Kenią posiada kościoły w Tanzanii i w Ugandzie.
Kościół założył pierwszy szpital w kraju, a obecnie utrzymuje trzy szpitale i kilka ośrodków zdrowia, dwie szkoły dla dzieci niesłyszących, dom starców i dom dla dzieci bez środków do życia. Sponsoruje 700 szkół, zarówno podstawowych, jak i średnich. Angażuje się na rzecz zaopatrzenia obszarów wiejskich w wodę, tylko w 2019 roku finansując wykopanie 8 nowych otworów wiertniczych. 
PCEA podobnie jak większość afrykańskich kościołów, ma charakter silnie konserwatywny, w porównaniu z wieloma innymi kościołami prezbiteriańskimi na Zachodzie. O. David Gathanju, przewodniczący PCEA, często mawia, że: „My [PCEA] potępiamy wszelkie formy grzechów, które obejmują między innymi homoseksualizm, lesbijstwo i kult diabła”. W 2004 roku PCEA zerwało współpracę z Kościołem Prezbiteriańskim USA, z powodu wyświęcania homoseksualistów przez ten amerykański Kościół.    
PCEA jest członkiem Światowej Rady Kościołów i Światowego Sojuszu Kościołów Reformowanych.   